# Comuna Cotești, Vrancea
Cotești este o comună în județul Vrancea, Muntenia, România, formată din satele Budești, Cotești (reședința), Goleștii de Sus și Valea Cotești.

## Etimologie
Conform legendei, numele comunei ar proveni de la un anume Stan Cotea, care a primit aici o proprietate de la voievodul Țării Românești, Radu cel Mare.

## Așezare
Comuna se află în partea central-sudică a județului. Este străbătută de șoseaua județeană DJ205B, care o leagă spre sud de Urechești (unde se termină în DN2) și spre nord de Cârligele, Vârteșcoiu, Broșteni, Odobești și Bolotești (unde se termină în DN2D).

## Demografie
Componența etnică a comunei Cotești
     Români (93,55%)
     Alte etnii (0%)
     Necunoscută (6,45%)
Componența confesională a comunei Cotești
     Ortodocși (92,96%)
     Alte religii (0,29%)
     Necunoscută (6,75%)
Conform recensământului efectuat în 2021, populația comunei Cotești se ridică la 4.772 de locuitori, în creștere față de recensământul anterior din 2011, când fuseseră înregistrați 4.641 de locuitori. Majoritatea locuitorilor sunt români (93,55%), iar pentru 6,45% nu se cunoaște apartenența etnică. Din punct de vedere confesional, majoritatea locuitorilor sunt ortodocși (92,96%), iar pentru 6,75% nu se cunoaște apartenența confesională.

## Istorie
La sfârșitul secolului al XIX-lea, comuna era reședința plășii Orașul a județului Râmnicu Sărat și era formată din satele Cotești, Golești, Sluți, Odobasca și Calicu, cu 1906 locuitori. În comună funcționau patru biserici (una la Odobasca, una la Sluți și două la Cotești) și două școli — una de băieți din 1823, și una de fete din 1860, ambele având în total 158 de elevi. Anuarul Socec din 1925 consemnează comuna în continuare ca reședință a aceleiași plăși, având 2199 de locuitori în satele Calicu, Cotești și Golești.
În 1950, comuna a fost transferată raionului Focșani din regiunea Putna, apoi (după 1952) din regiunea Bârlad și (după 1956) din regiunea Galați. Satul Sluți a luat în 1964 denumirea de Valea Cotești. În 1968, comuna a fost transferată la județul Vrancea, iar satul Odobasca-Cotești a fost desființat și inclus în Cotești.

## Monumente istorice
- Mănăstirea Cotești, monument istoric de arhitectură de interes național. Mănăstirea, al cărei ansamblu cuprinde biserica „Sfânta Treime” și turnul clopotniței, datează de la 1720. Mănăstirea Cotești a fost întemeiată în anul 1720, de către episcopul de Buzău, Ștefan al II-lea (1720-1732). În vremea comuniștilor, mănăstirea va fi transformată în CAP. Biserica va supraviețui însă până astăzi, ea fiind restaurată odată cu reînființarea mănăstirii, în anul 1991.[11]

## Politică și administrație
Comuna Cotești este administrată de un primar și un consiliu local compus din 13 consilieri. Primarul, Ionel Croitoru[*], de la Alianța Dreapta Unită, este în funcție din 1 noiembrie 2024. Începând cu alegerile locale din 2024, consiliul local are următoarea componență pe partide politice:
|  | Partid                          | Consilieri | Componența Consiliului | Componența Consiliului | Componența Consiliului | Componența Consiliului | Componența Consiliului |
|  | ------------------------------- | ---------- | ---------------------- | ---------------------- | ---------------------- | ---------------------- | ---------------------- |
|  | Alianța Dreapta Unită           | 5          |                        |                        |                        |                        |                        |
|  | Partidul Social Democrat        | 4          |                        |                        |                        |                        |                        |
|  | Partidul Național Liberal       | 2          |                        |                        |                        |                        |                        |
|  | Alianța pentru Unirea Românilor | 2          |                        |                        |                        |                        |                        |